# Nikołaj Kułakow
Nikołaj Łazarewicz Kułakow, ros. Николай Лазаревич Кулаков (ur. w 1880 w stanicy Jessientukskaja w Rosji, zm. w maju 1945 w Austrii) – rosyjski wojskowy, dowódca 1 terskiej sotni, a następnie 6 terskiego pułku kawalerii w 1 Kozackiej Dywizji Kawalerii pod koniec II wojny światowej
Służył w 1 pułku kawalerii Kozaków terskich. Brał udział w I wojnie światowej, dochodząc do stopnia sotnika; został odznaczony 4 razy Orderem Św. Jerzego. W 1918 r. przystąpił do kozackich oddziałów wojsk białych, walczących na południu Rosji z bolszewikami. Na pocz. 1920 r. został ciężko ranny w nogi. Pozostał w ZSRR jako inwalida wojenny, ukrywając swoją tożsamość. Ostatecznie został aresztowany przez OGPU, ale wkrótce wypuszczony z powodu kalectwa. Po zajęciu północnego Kaukazu przez wojska niemieckie w 1942 r., podjął współpracę z okupantami. Wybrano go atamanem stanicznym Kozaków terskich. W 1943 r. objął dowództwo 1 terskiej sotni w składzie nowo formowanej 1 Kozackiej Dywizji Kawalerii. W marcu 1944 r. wszedł w skład Głównego Zarządu Wojsk Kozackich. Następnie w stopniu pułkownika został dowódcą 6 terskiego pułku kawalerii 1 Kozackiej Dywizji Kawalerii. Po kapitulacji Niemiec 8/9 maja 1945 r., przebywał na leczeniu w sanatorium w rejonie Innsbrucka, gdzie został schwytany przez agentów NKWD i natychmiast rozstrzelany.